# Медицинска школа Добој
Медицинска школа Добој једна је од средњих школа у Добоју. Налази се у улици Пол Љубина 31.

## Опште информације о школи

### Школски часопис
Након часописа “Медицинар” и “Мостови”, који су излазили седамдесетих година прошлог вијека, ученици Медицинске школе Добој послије готово педесет година поново имају свој часопис. Проф. Владимир Николић, данас професор у пензији је први уредник часописа “Медицинар” и “Мостови”. Уредници часописа “Пулс” су Мира Станишев, професор књижевности и српског језика и вјероучитељу, ђакон Владо Мојевић, професору православне вјеронауке. Вјероучитељ Владо је урадио комплетан графички дизајн и представио “Пулс” у електронској форми.

### Радио
У школи се реализују радио емисије.
У оквиру активности поводом обиљежавања Дана школе,у Медицинској школи је пуштен у рад школски разглас и интернет радио 11. маја. Након пуштања у етар интернет радија одржанс је и промоција часописа ученика и професора наше школе “Пулс”.
Промоцији су присуствовали ученици и професори Медицинске школе, те представници Градске управе Града Добој и Савјета родитеља.

## Историјат
Медицинска школа Добој се развила из двогодишње вечерње школе коју је организовао, при Општој болници у Добоју, интерниста др Владислав Вуковић који је уједно и први директор школе. Медицинску школу у Добоју је основао Народни одбор среза Добој 15. септембра 1960. коју је уписало двадесет и девет ученика у три одељења. Прва генерација редовних ученика, укупно њих четрдесет и осам, је матурирало 1964—1965. године. Прва научна екскурзија у Игалу, за ученике трећег разреда, је организована маја 1969. Колектив је исте године организовао тродневну екскурзију у Венецији и извршио адаптацију школске зграде у улици Рефика Бешлагића 81. Нова школска зграда је почела са радом јануара 1970, а 8. марта исте године је организован Сусрет медицинских школа Југославије у Београду. Први број школског листа „Медицинар” је објављен фебруара 1971. Први сусрети са ученицима и наставницима из Ћуприје су организовани маја 1972, а октобра исте године су први пут посјетили њихове ученике и наставнике. Године 1975—1976. је, уз накнадан упис, уписано осам умјесто пет планираних одјељења првог разреда, а 1978—1979. шеснаест нових одељења. Године 1980—1981. су садржали тридесет и девет одељења, од тога седамнаест првог разреда са нових 459 ученика, девет другог, осам трећег и четири четвртог разреда. Данас од образовних профила садрже Медицинска техничар–сестра, Зубно–стоматолошки техничар, Физиотерапеутски техничар, Лабораторијски техничар, Фармацеутски техничар и Акушерско– гинеколошки техничар.

## Образовни профили
- Струка здравство

1. Медицински техничар
2. Зубно-стоматолошки техничар
3. Физиотерапеутски техничар
4. Фармацеутски техничар
5. Акушерско-гинеколошки техничар
6. Лабораторијско-санитарни техничар

## Познати ученици
- Индира Радић (Драгаловци, 14. јун 1966) српска је пјевачица фолк, етно, турбо-фолк, поп-фолк и поп музике[6]